# تحسين الآبار النفطية والغازية

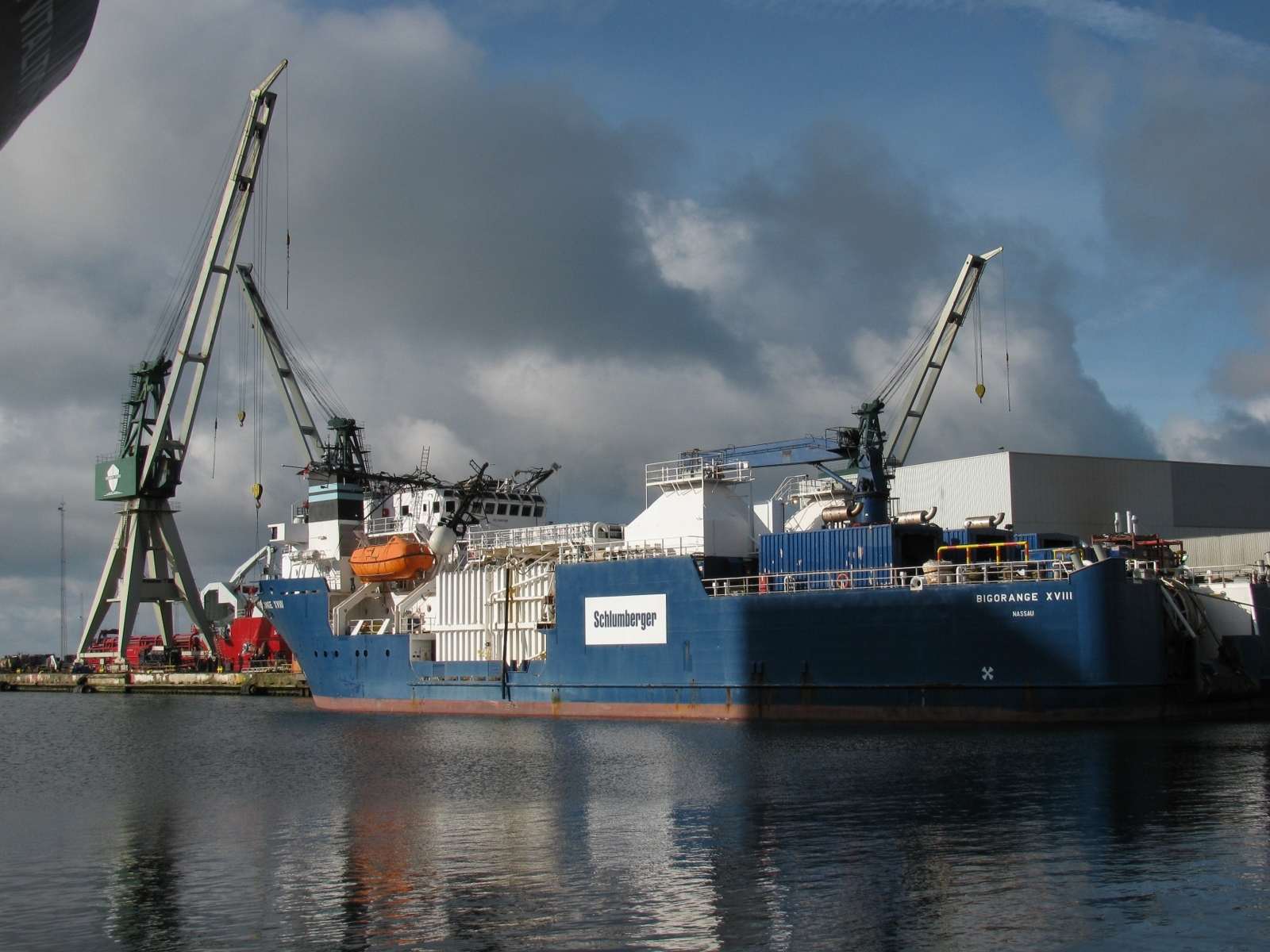
سفينة تحسين الآبار Bigorange XVIII قيد الإصلاح في ميناء فريدريكسهافن في الدانمارك

تحسين الآبار النفطية والغازية تحسين أو تحفيز الآبار هو إجراء يتم تنفيذه على آبار النفط والغاز لزيادة الإنتاج من خلال زيادة تدفق الهيدروكربونات من الطبقة الخازنة إلى البئر. ويمكن أن يتم ذلك باستخدام حفارات إصلاح الآبار أو استخدام سفن الشاطئ أو سفن الحفر، والمعروفة أيضًا باسم «سفن تحسين الآبار».

## تنظيف الطبقة
يمكن لسائل الحفر الذي يتم ضخه في البئر أثناء الحفر والإكمال أن يتسبب في كثير من الضرر للطبقات عن طريق دخوله إلى صخور الطبقة الخازنة وتشكيل سدادات تقلل النفوذية وتعيق جريان السوائل إلى البئر كما يمكن للتثقيب أن يقوم بتأثير مماثل حيث يعيق الركام الناتج عن عملية التثقيب حركة السوائل في المنطقة المجاورة للبئر.
يتم حل هذه المشكلة بشكل بسيط وآمن عن طريق ضخ محاليل الحمض المخفف من السطح إلى البئر لإذابة المواد الغريبة، وبمجرد إذابتها، تتحسن النفوذية ويبدأ تدفق السوائل الطبقية والتي بدورها تدفع ما تبقى من المواد الغريبة إلى البئر. بعد الإكمال الأولي للآبار، من الشائع استخدام كميات ضئيلة من حمض الفورميك (حمض النمل) لتنظيف الطين الناتج عن كعكة الحفر وإزالة الظاهرة السطحية. في هذه الحالة، يتم الإشارة إلى العملية بشكل فضفاض على أنها «تحسين الآبار». في كثير من الأحيان، تشير جماعات الضغط التي تعارض إنتاج النفط والغاز إلى العملية على أنها «تحميض»، والتي هي في الواقع استخدام الأحماض بكميات كبيرة وضغط مرتفع لإذابة الحبيبات الصخرية وتحسين إنتاج النفط.
في كثير من الحالات، يكون الضخ من السطح غير كاف لأنه لا يستهدف أي موقع محدد أسفل البئر ويقلل من فرص احتفاظ المادة الكيميائية بفاعليتها عندما تصل إلى الطبقات المستهدفة. في هذه الحالات، من الضروري نقل المادة الكيميائية مباشرة إلى هدفها من خلال استخدام الأنابيب الملتفة. يتم إنزال أنابيب ملتفة مجهزة برأس نفاث في نهايتها في البئر، ثم يتم ضخ المادة الكيميائية عبر الأنبوب وتنقل مباشرة إلى المنطقة المتضررة. هذا يمكن أن يكون أكثر فعالية من الضخ من السطح، رغم أنه أغلى بكثير، والدقة تعتمد على معرفة موقع المنطقة المتضررة.

## توسيع الشقوق الناتجة عن التثقيب والتشقيق الهيدروليكي
يتم تثقيب مواسير التغليف الإنتاجية من أجل السماح بجريان السوائل الطبقية من الطبقة والدخول إلى حفرة البئر. يتم التقثيب بواسطة أجهزة التثقيب، ويتم التحكم بها من السطح حيث تخترق الطلقات مواسير التغليف الإنتاجية وكذلك الطبقة المنتجة لمسافة قصيرة. في كثير من الحالات، لا توفر الأنفاق التي تم تشكيلها بواسطة أجهزة تثقيب سطوح ارتشاح كافية ويصبح من المرغوب فيه زيادة مساحة سطوح الارتشاح.
تزداد الحاجة إلى زيادة سطوح الارتشاح إذا كانت صخور الطبقة الخازنة ذات نفوذية منخفضة. في حالات أخرى، يمكن أن يكون الضرر الناجم عن عمليات الحفر والإكمال كبيراً بحيث أن الطلقات المستخدمة في التثقيب لا تستطيع أن تتجاوز المنطقة المتضررة المحيطة بالبئر وبالتالي لا تصل إلى الصخور الخازنة غير المتضررة مما يعني عدم القدرة على الإنتاج من هذه الطبقات بسبب عدم قدرة السوائل على التدفق إلى أنفاق الثقوب الحالية. لعلاج هذه الحالات يتم استخدام التشقيق الهيدروليكي للطبقات عبر ثقوب مواسير التغليف الإنتاجية
إذا كانت نفوذية الطبقات الخازنة منخفضة بشكل طبيعي، فإن جريان السوائل الطبقية يكون بطيئاُ بحيث لا يمكن للسائل الموجود في عمق الطبقة من تعويض السائل الذي يدخل البئر بشكل فوري مما يؤدي إلى انخفاض الضغط الطبقي. لا يمكن للبئر أن تتدفق بعد ذلك بمعدل يكفي لجعل الإنتاج اقتصادياُ. في هذه الحالة، فإن التشقيق الهيدروليكي سيسمح بتوسيع الشقوق وإيصالها إلى عمق الطبقة مما سيسمح بتحقيق معدلات إنتاج أعلى.
يتم إجراء عملية التشقيق الهيدروليكي للطبقات عن طريق حقن سوائل بضغط عالٍ في حفرة البئر وفي أنفاق التثقيب مما يؤدي إلى تكسير الصخور. يمكن استخدام مادة متفجرة لتوليد تيار غازي عالي السرعة وتفجير الصخور في المنطقة المجاورة للبئر، وهي عملية تسمى التحفيز الدفعي أو تفجير الطبقات.
يمكن أن تكون محفزات الدفع وسيلة اقتصادية للغاية لتنظيف الضرر القريب من حفر ة البئر. المواد المستخدمة في التفجير هي مواد منخفضة الانفجار ويمكنها توليد كميات كبيرة من الغاز في قاع البئر بسرعة كبيرة. كنتيجة للتفجير يزداد ضغط الغاز في حفرة البئر، مما يزيد من الإجهاد في الصخور حتى يصبح أكبر من ضغط الانهيار في التشكيلة الجيولوجية وبالنتيجة يؤدي لتكسيرها وتشقيقها. يعتمد طول الكسر ونمط الكسر بشكل كبير على نوع أداة التفجير المستخدمة.

## تحسين الآبار عند طريق الرفع بالغازات
بعض تقنيات تحسين الآبار لا تعني بالضرورة تغيير نفوذية الصخور في المنطقة المجاورة للبئر. في بعض الأحيان ينطوي ذلك على تسهيل تدفق السوائل من قاع البئر إلى السطح. يعتبر الرفع بالغاز في بعض الأحيان شكلاً من أشكال التحسين، خاصة عندما يتم استخدامه فقط لوضع البئر في الإنتاج أو قتله خلال عمليات الجريان المستقر. وعلى الرغم من ذلك، فإن الرفع الغازي كطريقة لتحسين الآبار يشير إلى محاولة إخراج سوائل ثقيلة تراكمت في البئر، إما بسبب دخول المياه الطبقية أو من خلال المواد الكيميائية المحقونة من السطح. تتوضع هذه السوائل في قاع البئر حيث يمكن أن تعمل كوزن يعيق تدفق سوائل المكامن، وتعمل أساسًا على قتل البئر. يمكن إزالتها عن طريق حقن النيتروجين باستخدام الأنابيب الملتفة.

## سفن تحسين الآبار
بسبب الطبيعة المؤقتة لعمليات تحسين الآبار، استخدمت في الآونة الأخيرة سفن الحفر المتخصصة المعروفة باسم «سفن تحسين الأبار» لتحسين الآبار في البحار العميقة. تملك شركات الحفر البحري مثل Norshore و Schlumberger أسطولًا من هذه السفن المتخصصة، تُعرف هذه السفن أيضًا باسم «سفن الحفر متعددة الأغراض»، وتحل محل جهاز الحفر التقليدي لحفر الآبار، مما يؤدي إلى توفير كبير في التكلفة. بعض هذه السفن مثل "Norshore Atlantic" قادرة على القيام بمهام متعددة بما في ذلك إصلاح الآبار في المياه الضحلة ومتوسطة العمق، وحفر آبار نفطية كاملة وإجراء فك كامل للمنصات البحرية، كما أنها قادرة على إجراء عمليات حفر لأقسام البئر العلوية في المياه العميقة وعمليات إصلاح الآبار.